# Jakob Bernoulli
Jakob Bernoulli (cunoscut și ca Jacques sau Iacob Bernoulli) (n. 5 ianuarie 1655, Basel, Cantonul Basel-Oraș, Elveția – d. 16 august 1705, Basel, Cantonul Basel-Oraș, Elveția) a fost un matematician și fizician elvețian ce a aparținut celebrei familii Bernoulli. 
Contemporan cu Newton și Leibniz, a dezvoltat calculul diferențial și integral introdus de aceștia.
Unul din frații săi a fost Johann Bernoulli, un alt mare matematician.

## Biografie
Jakob Bernoulli s-a născut la data de 27 decembrie 1654 în orașul Basel.
Tatăl său, Nicolas Bernoulli (sau Niklaus Bernoulli), a fost primul matematician din această familie.
La 21 de ani și-a luat doctoratul în teologie, dar din 1682 s-a hotărât să se dedice complet matematicii. În 1687 a fost numit profesor la Universitatea din Basel deținând această poziție până la moarte. La Universitatea din Basel, el a început cu fratele lui mai tânăr, care i-a fost elev, Johann Bernoulli să se ocupe și să aplice calculul infinitezimal a lui Gottfried Leibniz. 
În 1696, devine membru al Academiei de Științe din Paris, iar în 1701 al Academiei din Berlin.

## Contribuții
Jakob Bernoulli a contribuit în mod semnificativ la:
- dezvoltarea teoriei probabilității: a formulat legea numerelor mari
- calculul variațional
- calculul integral: astfel, în 1703, a reușit să integreze funcțiile raționale.
- la studiul șirurilor și seriilor: a ajuns la noi rezultate privind seriile divergente, a dat două noi metode de însumare a seriilor armonice.
- este fondatorul teoriei ecuațiilor diferențiale
- s-a preocupat cu problemele izoperimetrice
- cercetarea unor curbe  particulare (brahistocronă[18] (1696), lemniscată, spirala logaritmică ș.a.)
- aplicarea calculului infinitezimal la studiul curbelor: a definit lănțișorul, a exprimat (sub formă de diferențială eliptică) elementul de arc al spiralei parabolice

Jakob Bernoulli este cel care a introdus noțiunea de funcție și aceasta în 1694.
De asemenea, a notat cu x variabila independentă, notație care este și astăzi consacrată.
Tot lui îi aparține și noțiunea de integrală și de calcul integral. 
În urma cercetărilor sale asupra șirurilor a ajuns la celebra inegalitate care îi poartă numele (Inegalitatea lui Bernoulli).

## Scrieri
- Propositiones arithmeticae de seriebus infintis aerumque summa finita (Basel, 1689 - 1704)
- Ars conjectandi (1713).